# Pexopsis zhangi
Pexopsis zhangi är en tvåvingeart som beskrevs av Sun och Zhao 1993. Pexopsis zhangi ingår i släktet Pexopsis och familjen parasitflugor.
Artens utbredningsområde är Yunnan (Kina). Inga underarter finns listade i Catalogue of Life.